# Algansea
Algansea és un gènere de peixos de la família dels ciprínids i de l'ordre dels cipriniformes.

## Taxonomia
- Algansea aphanea (Barbour & Miller, 1978)[2]
- Algansea avia (Barbour & Miller, 1978)[2]
- Algansea barbata (Álvarez & Cortés, 1964)[3]
- Algansea lacustris (Steindachner, 1895)[4]
- Algansea monticola (Barbour & Contreras-Balderas, 1968)[5]
- Algansea popoche (Jordan & Snyder, 1899)[6]
- Algansea tincella (Valenciennes, 1854)[7][8][9][10][11][12][13]